# Donacoscaptes monostictus
Donacoscaptes monostictus là một loài bướm đêm trong họ Crambidae.